# Primer Ministre del Nepal
El Primer ministre del Nepal (en nepalès: नेपालका प्रधानमन्त्रीहरू) és el cap de govern del Nepal.

## Caps de govern del Nepal

### Primers Ministres del Regne del Nepal (1799-2008)

La Bandera del Nepal

| Núm. (Rep.) | Nom                                     | Inici                  | Fi                     | Partit   |
| ----------- | --------------------------------------- | ---------------------- | ---------------------- | -------- |
| 1.          | Damodar Pande                           | 1799                   | 1804                   | Cap      |
| 2.          | Rana Bahadur Shah Deva                  | 1804                   | 1806                   | Cap      |
| 3.          | Bhimsen Thapa                           | 1806                   | 1837                   | Cap      |
| 4.          | Rana Jang Pande (Primer mandat)         | 1837                   | 1837                   | Cap      |
| 5.          | Ranga Nath Poudyal (Primer mandat)      | 1837                   | 1838                   | Cap      |
| 6.          | Puskar Shah                             | 1838                   | 1839                   | Cap      |
| 7.          | Rana Jang Pande (Segon mandat)          | 1839                   | 1840                   | Cap      |
| 8.          | Ranga Nath Poudyal (Segon mandat)       | 1840                   | 1840                   | Cap      |
| 9.          | Fateh Jang Chautaria (Primer mandat)    | 1 de novembre de 1840  | 28 de novembre de 1843 | Cap      |
| 10.         | Madhabar Singh Thapa                    | 28 de novembre de 1843 | 17 de maig de 1845     | Cap      |
| 11.         | Fateh Jang Chautaria (Segon mandat)     | 17 de maig de 1845     | 14 de setembre de 1846 | Cap      |
| 12.         | Jang Bahadur Rana (Primer mandat)       | 14 de setembre de 1846 | 1 d'agost de 1856      | Cap      |
| 13.         | Bam Bahadur Kunwar Rana                 | 1 d'agost de 1856      | 25 de maig de 1857     | Cap      |
| 14.         | Krishna Bahadur Kunwar Rana (Interí)    | 25 de maig de 1857     | 28 de juny de 1857     | Cap      |
| 15.         | Jang Bahaur Rana (Segon mandat)         | 28 de juny de 1857     | 25 de febrer de 1877   | Cap      |
| 16.         | Ranaudip Singh                          | 25 de febrer de 1877   | 22 de novembre de 1885 | Cap      |
| 17.         | Bir Shamsher Jang Bahadur Rana          | 22 de novembre de 1885 | 5 de març de 1901      | Cap      |
| 18.         | Deva Shamsher Jang Bahadur Rana         | 5 de març de 1901      | 27 de juny de 1901     | Cap      |
| 19.         | Chandra Shamsher Jang Bahadur Rana      | 27 de juny de 1901     | 26 de novembre de 1929 | Cap      |
| 20.         | Bhim Shamsher Jang Bahadur Rana         | 26 de novembre de 1929 | 1 de setembre de 1932  | Cap      |
| 21.         | Juddha Shamsher Jang Bahadur Rana       | 1 de setembre de 1932  | 29 de novembre de 1945 | Cap      |
| 22.         | Padma Shamsher Rana                     | 29 de novembre de 1945 | 30 d'abril de 1948     | Cap      |
| 23.         | Mohan Shamsher Rana                     | 30 d'abril de 1948     | 16 de novembre de 1951 | Cap      |
| 24.         | Matrika Prasad Koirala (Primer mandat)  | 16 de novembre de 1951 | 14 d'agost de 1952     | NC       |
| -           | Vacant, Rei Tribhuvan                   | 14 d'agost de 1952     | 15 de juny de 1953     | -        |
| 25.         | Matrika Prasad Koirala (Segon mandat)   | 15 de juny de 1953     | 14 d'abril de 1955     | NC       |
| -           | Vacant, Rei Mahendra                    | 14 d'abril de 1955     | 27 de gener de 1956    | -        |
| 26.         | Tanka Prasad Archarya                   | 27 de gener de 1956    | 26 de juliol de 1957   | PP       |
| 27.         | Kunwar Indrajit Singh                   | 26 de juliol de 1957   | 15 de maig de 1958     | UDP      |
| 28.         | Subarna Shamsher Rana                   | 15 de maig de 1958     | 27 de maig de 1959     | NC       |
| 29.         | Bishweshwar Prasad Koirala              | 27 de maig de 1959     | 26 de desembre de 1960 | NC       |
| 30.         | Tulsi Giri (Primer mandat)              | 26 de desembre de 1960 | 23 de desembre de 1963 | Cap      |
| 31.         | Surya Bahadur Thapa (Primer mandat)     | 23 de desembre de 1963 | 26 de febrer de 1964   | Cap      |
| 32.         | Tulsi Giri (Segon mandat)               | 26 de febrer de 1964   | 26 de gener de 1965    | Cap      |
| 33.         | Surya Bahadur Thapa (Segon mandat)      | 26 de gener de 1965    | 7 d'abril de 1969      | Cap      |
| 34.         | Kirti Nidhi Bista (Primer mandat)       | 7 d'abril de 1969      | 13 d'abril de 1970     | Cap      |
| -           | Vacant, Rei Mahendra                    | 13 d'abril de 1970     | 14 d'abril de 1971     | -        |
| 35.         | Kirti Nidhi Bista (Segon mandat)        | 14 d'abril de 1971     | 16 de juliol de 1973   | Cap      |
| 36.         | Nagendra Prasad Rijal (Primer mandat)   | 16 de juliol de 1973   | 1 de desembre de 1975  | Cap      |
| 37.         | Tulsi Giri (Tercer mandat)              | 1 de desembre de 1975  | 12 de setembre de 1977 | Cap      |
| 38.         | Kirti Nidhi Bista (Tercer mandat)       | 12 de setembre de 1977 | 30 de maig de 1979     | Cap      |
| 39.         | Surya Bahadur Thapa (Tercer mandat)     | 30 de maig de 1979     | 12 de juliol de 1983   | Cap      |
| 40.         | Lokendra Bahadur Chand (Primer mandat)  | 12 de juliol de 1983   | 21 de març de 1986     | Cap      |
| 41.         | Nagendra Prasad Rijal (Segon mandat)    | 21 de març de 1986     | 15 de juny de 1986     | Cap      |
| 42.         | Marich Man Singh Shrestha               | 15 de juny de 1986     | 6 d'abril de 1990      | Cap      |
| 43.         | Lokendra Bahadur Chand (Segon mandat)   | 6 d'abril de 1990      | 19 d'abril de 1990     | Cap      |
| 44.         | Krishna Prasad Bhattari (Primer mandat) | 19 d'abril de 1990     | 26 de maig de 1991     | NC       |
| 45.         | Girija Prasad Koirala (Primer mandat)   | 26 de maig de 1991     | 30 de novembre de 1994 | NC       |
| 46.         | Man Mohan Adhikari                      | 30 de novembre de 1994 | 12 de setembre de 1995 | CPN(UML) |
| 47.         | Sher Bahadur Deuba (Primer mandat)      | 12 de setembre de 1995 | 12 de març de 1997     | NC       |
| 48.         | Lokendra Bahadur Chand (Tercer mandat)  | 12 de març de 1997     | 7 d'octubre de 1997    | RPP(C)   |
| 49.         | Surya Bahadur Thapa (Quart mandat)      | 7 d'octubre de 1997    | 15 d'abril de 1998     | RPP(T)   |
| 50.         | Girija Prasad Koirala (Segon mandat)    | 15 d'abril de 1998     | 31 de maig de 1999     | NC       |
| 51.         | Krishna Prasad Bhattari (Segon mandat)  | 31 de maig de 1999     | 22 de març de 2000     | NC       |
| 52.         | Girija Prasad Koirala (Tercer mandat)   | 22 de març de 2000     | 26 de juliol de 2001   | NC       |
| 53.         | Sher Bahadur Deuba (Segon mandat)       | 26 de juliol de 2001   | 4 d'octubre de 2002    | NC       |
| -           | Vacant, Rei Gyanendra                   | 4 d'octubre de 2002    | 11 d'octubre de 2002   | -        |
| 54.         | Lokendra Bahadur Chand (Quart mandat)   | 11 d'octubre de 2002   | 5 de juny de 2003      | RPP(C)   |
| 55.         | Surya Bahadur Thapa (Cinquè mandat)     | 5 de juny de 2003      | 3 de juny de 2004      | RPP(T)   |
| 56.         | Sher Bahadur Deuba (Tercer mandat)      | 3 de juny de 2004      | 1 de febrer de 2005    | NC       |
| -           | Vacant, Rei Gyanendra                   | 1 de febrer de 2005    | 25 d'abril de 2006     | -        |
| 57.         | Girija Prasad Koirala (Quart mandat)    | 25 d'abril de 2006     | 28 de maig de 2008     | NC       |

### Primers Ministres de la República Federal Democràtica (des de2008)
| Núm. (Rep.) | Nom                                          | Inici                  | Fi                     | Partit      |
| ----------- | -------------------------------------------- | ---------------------- | ---------------------- | ----------- |
| 57. (1.)    | Girija Prasad Koirala (Quart mandat)         | 28 de maig de 2008     | 18 d'agost de 2008     | NC          |
| 58. (2.)    | Puxpa Kamal Dahal "Pratxanda"                | 18 d'agost de 2008     | 23 de maig de 2009     | CPN(M)      |
| 59. (3.)    | Madhav Kumar Nepal                           | 23 de maig de 2009     | 3 de febrer de 2011    | CPN(UML)    |
| 60. (4.)    | Jhala Nath Khanal                            | 3 de febrer de 2011    | 29 d'agost de 2011     | CPN(UML)    |
| 61. (5.)    | Baburam Bhattarai                            | 29 d'agost de 2011     | 14 de març de 2013     | UCPN(M)     |
| 62. (6.)    | Khil Raj Regmi                               | 14 de març de 2013     | 11 de febrer de 2014   | Independent |
| 63. (7.)    | Suixil Koirala                               | 11 de febrer de 2014   | 12 d'octubre de 2015   | NC          |
| 64. (8.)    | Khadga Prasad Oli                            | 12 d'octubre de 2015   | 3 d'agost de 2016      | CPN(UML)    |
| 65. (9.)    | Puxpa Kamal Dahal "Pratxanda" (Segon mandat) | 3 d'agost de 2016      | 7 de juny de 2017      | UCPN(M)     |
| 66. (10.)   | Sher Bahadur Deuba                           | 7 de juny de 2017      | 15 de febrer de 2018   | NC          |
| 67. (11.)   | Khadga Prasad Oli (Segon mandat)             | 15 de febrer de 2018   | 13 de juliol de 2021   | CPN(UML)    |
| 68. (10.)   | Sher Bahadur Deuba                           | 13 de juliol de 2021   | 25 de desembre de 2022 | NC          |
| 69. (11.)   | Puxpa Kamal Dahal "Pratxanda"                | 25 de desembre de 2022 | actualitat             | UCPN(M)     |